# Внимательный (эсминец, 1906)
«Внимательный» — эскадренный миноносец типа «Инженер-механик Зверев», построенный для усиления Российского флота на Дальнем востоке. До 10 октября 1907 года числился миноносцем. Назван в честь одноименного миноносца типа «Форель», погибшего под Порт-Артуром.

## Постройка и довоенная служба
2 апреля 1905 года зачислен в списки судов Балтийского флота, 16 мая 1905 года заложен на судоверфи завода «Шихау» в Эльбинге (Германия), спущен на воду 7 февраля 1906 года, вступил в строй весной 1906 года. От отправки миноносца во Владивосток отказались из-за окончания военных действий с Японией.
«Внимательный» прошел капитальный ремонт корпуса и главных механизмов в 1910—1911 годах на заводе акционерного общества «Крейтон и Ко» в Санкт-Петербурге с заменой котлов.
Накануне Первой мировой войны миноносцы типа «Инженер-механик Зверев» свели в третий дивизион Первой минной дивизии.

## Дальнейшая судьба
Во время Первой мировой войны нес вспомогательную и дозорную службу, обеспечивал противолодочную оборону главных сил флота.
1 августа 1915 таранил германскую подводную лодку.
1 августа 1915 г. в 19 ч 30 мин «Внимательный», находившийся в составе 7-го дивизиона, конвоировал броненосный крейсер «Рюрик» и шел по его левому борту. На границе 53-62 квадратов сигнальный боцманмат «Внимательного» в 3-4 кабельтовых с левого борта от миноносца заметил перископ неприятельской подводной лодки, намеревавшейся атаковать «Рюрика». Когда на «Рюрике» также заметили германскую подводную лодку, то командир корабля, уклоняясь от её торпедной атаки, отвернул на 90° вправо, идя этим направлением около мили, после чего лег на прежний курс.
Командир миноносца решил уничтожить подводную лодку таранным ударом и приказал положить руля «лево на борт». Описывая циркуляцию влево, через несколько минут под кормой «Внимательного» почувствовали сильный удар. Вскоре на поверхности воды появилось большое масляное пятно, свидетельствовавшее о нанесении германской лодке сильных повреждений.
Течи в корпусе в дальнейшем походе не наблюдалось. После возвращения кораблей в базу 2 августа при осмотре кормовой части миноносца были обнаружены следующие повреждения: пятка ахтерштевня была совершенно отломана, имелись повреждения в местах крепления нижних лап кронштейнов гребных валов, баллер руля погнуло на 20°, стопора руля оказались утерянными, в пере руля было потеряно несколько заклепок и гужонов. Одна из лопастей левого винта оказалась наполовину сломанной.
Требовалось восстановить пятку ахтерштевня, изготовив её из кованой стали, выправить баллер руля с постановкой ограничительных стопоров с заменой негодных гужонов и заклепок в пере руля. Человеческих жертв не было.
В 1916 году прошел капитальный ремонт корпуса с заменой трубок в котлах. Участвовал в Февральской революции.
26 октября 1917 года вошел в состав Красного Балтийского флота. С 11 по 20 апреля 1918 года совершил переход из Гельсингфорса (Хельсинки) в Кронштадт, где до мая 1919 года находился в резерве.
В 1922 году оборудован тральным устройством и 1 мая 1922 года переклассифицирован в тральщик. Участвовал в нескольких боевых тралениях акватории Финского залива.
С 3 сентября 1924 года находился в Кронштадтском военном порту на хранении, а 24 февраля 1925 года сдан «Комгосфондов» для реализации и 21 ноября 1925 года исключен из состава РККФ.